# Dysonia cuiabensis
Dysonia cuiabensis är en insektsart som beskrevs av Piza Jr. och Peres Filho 1982. Dysonia cuiabensis ingår i släktet Dysonia och familjen vårtbitare. Inga underarter finns listade i Catalogue of Life.